# Piliscsaba
Piliscsaba város Pest vármegyében, azon belül a Pilisvörösvári járásban, illetve a budapesti agglomerációban.

## Fekvése
A megye északnyugati részén, Budapesttől 25 km-re, a Pilis, a Gerecse és a Budai-hegység által közrezárt Dorogi-medence délkeleti részén fekszik. Határos Pilisvörösvár, Piliscsév, Pilisjászfalu, Tinnye, Perbál, Nagykovácsi, Pilisszentiván és Pilisszántó településekkel.
Legfontosabb közúti megközelítési útvonala a településen végighúzódó 10-es főút; Tinnyével az 1133-as út köti össze.
A hazai vasútvonalak közül a Budapest–Esztergom-vasútvonal érinti, amely 2015-ben nagyszabású felújításon esett át, azóta különösen intenzív elővárosi forgalmat bonyolít le. A vonalnak Piliscsaba határai között négy megállási pontja is létesült: Budapest felől sorrendben Pázmáneum megállóhely, Klotildliget megállóhely, Piliscsaba vasútállomás és Magdolnavölgy megállóhely (Pázmáneum személyforgalma 2021 nyara óta szünetel).

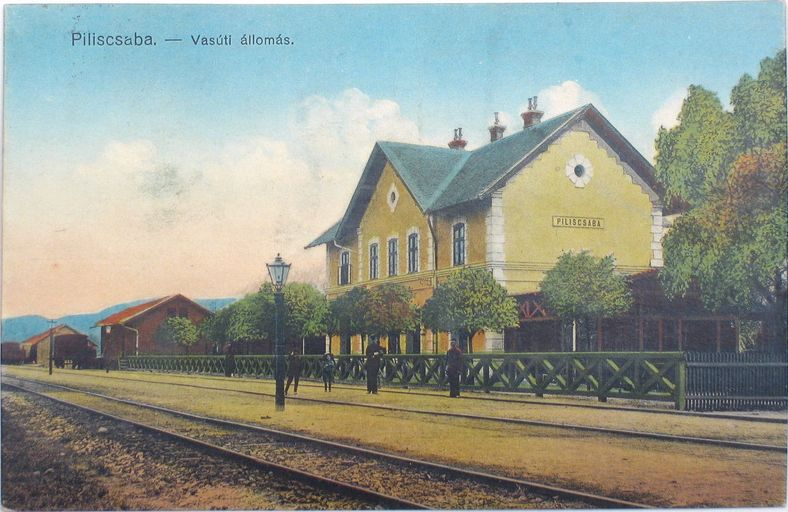
Vasútállomás

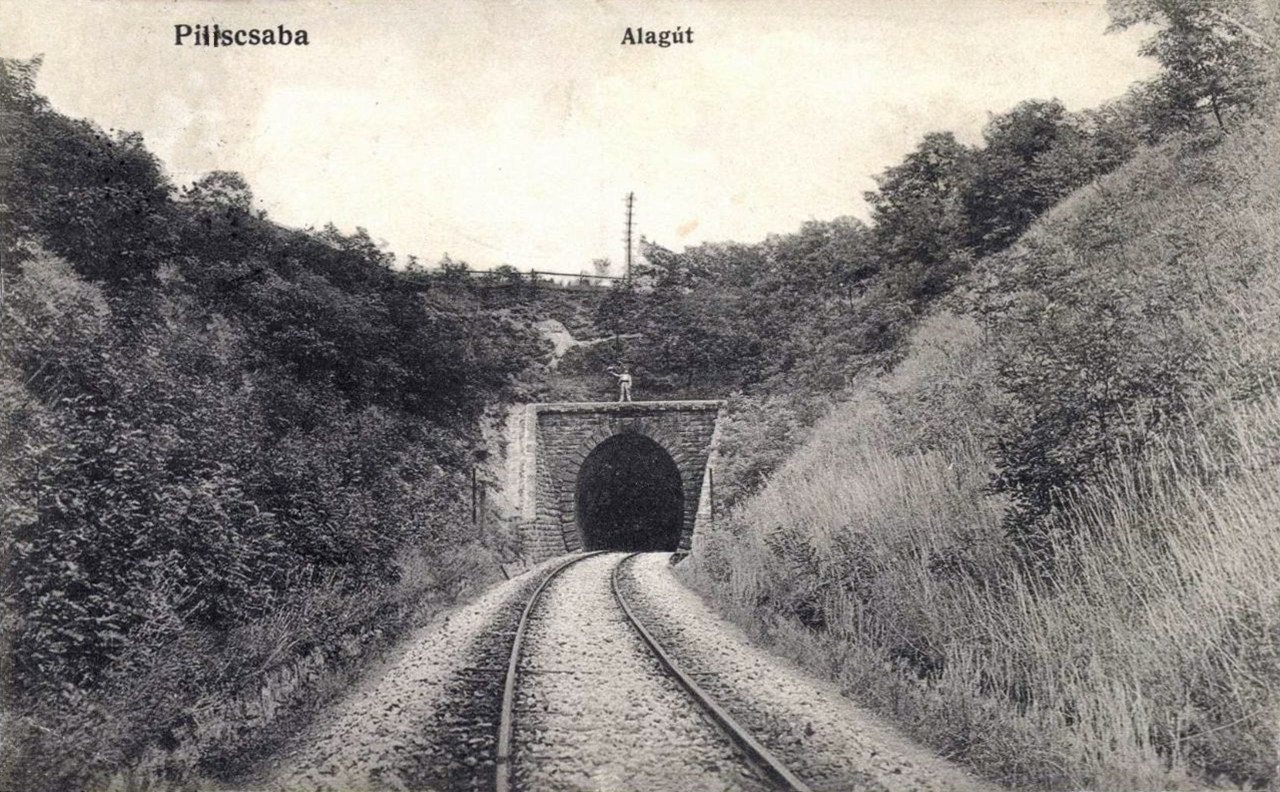
A piliscsabai alagút régi levelezőlapon

A 210 méter magasan megtelepült várost északkeleten a Pilis hegység 400 métert meghaladó hegyei (Kopasz-hegy 448 m), délkeleten a Budai-hegység hasonló magasságú hegyei (Kis-Szénás 431 m, Csaba-hegy, Sós-hegy) délnyugaton a Gerecse keleti részét képező Zsámbék-Bajnai-dombvidék 200–250 méter magas agyagos dombjai határolják. A várostól délkeletre ered a Kenyérmezői-patak, amely északi-nyugati irányban halad a Dorogi-medence és a Duna felé. A településtől légvonalban 10 km-en belül helyezkedik el a Pilis-tető.

## Nevének eredete
A rómaiak az „Ad lucum felicem” (Boldog-liget) nevet adták az erdős hegyoldalakkal körülvett helynek. A falu neve a Csaba – bizonyára török eredetű (caba: ajándék) – személynévből keletkezett. A „Pilis” előtag a Pilis-hegységre utal. A néphagyomány a község nevét Csaba királyfitól származtatja.

## Története
Piliscsaba területéről őskori, késő bronzkori, római-kelta és középkori leletek ismeretesek. Hajdan erre vezetett keresztül az Aquincumot (Óbudát) Brigetióval (Újszőny) összekötő római hadi út.
Első írott emléke 1263-ból való, amikor a birtokosa Mois ispán és testvére, Sándor volt. 1274-ben Mois ispán hasonnevű fia a falut a nyulak-szigeti apácáknak adta (ugyanekkor említi egy oklevél a közelben, de már perbáli területen álló Aynard várát is). 1393-ban a pálosok is kaptak itt birtokot. 1409-ben a solymári várnagy az apácák csabai erdeinek nagy részét kivágatta, a falut elpusztította. 1451-ben Csaba prediumként szerepel, az apácák bérbe adták. A XV. század végén újra benépesült a falu, de a török hódoltság kezdetén elpusztult, és csak a XVIII. században települt újjá, mint a budai klarisszák birtoka.
1703-ban 13, 1715-ben 17 család lakta a falut. Az 1703-as összeírás szerint a lakosok állatállománya 38 marha, 6 ló, 25 juh volt. A termés pedig 8 pozsonyi mérő búzát, 12 mérő árpát és 17 mérő zabot tett ki. Az 1720-as évektől jelentősen gyarapodott a lakosság: 1728-ban 40, 1744-ben 57, 1760-ban 90 adózó szerepel az összeírásokban. 1800 körül József nádor vásárolta meg a birtokot.
A település első ismert pecsétje 1731-ből való, rajta a falu címerével. Az állított ovális gyöngysor- és vonal-gyűrűbe foglalt, körirat által határolt mezőben szántott talajból kinövő három gabonaszál van, melyek a két szélre hajlanak.
Az 1770-es úrbéri rendezéskor a 25 jobbágytelken 43 jobbágyot, valamint 104 házas és 4 házatlan zsellért írtak össze az akkori faluban. A birtokaprózódás következtében 1828-ra – a 35,5-re növekedett jobbágytelken – a jobbágyháztartások száma 65-re, a házas zselléreké 22-re növekedett.
Az 1848-as jobbágyfelszabadítás után a falu birtokstruktúrájában meghatározó maradt a nagybirtok: 1935-ben az 5 hold alatti törpebirtok 10,9%-ot, az 5 és 100 hold közötti középbirtok 27,4%-ot, és a 100 hold feletti nagybirtok 61,7%-ot tett ki. A legnagyobb birtoka (1865 hold) József Károly főhercegnek volt. A tagosítás 1860-ban történt.
1925-ben Klotildliget néven kivált a községből a belterület északi részén kialakult, üdülőterületi jellegű településrész, amely 1949-ben a Pilisliget nevet kapta, de alig egy évvel később, 1950-ben visszacsatolták Piliscsabához. 1950-ben csatolták ide Tinnyétől Jászfalut (a mai Pilisjászfalut), 1951-ben pedig a szintén szomszédos Tinnyét.
Az 1945-ös földosztással létrejött (átlagosan 10 holdas) kisbirtokokat az 1950-es évek elejétől kezdték szövetkezetekbe (Új Barázda és Jókai) szervezni. Az 1960-1961-es kollektivizáláskor 1133 holdon és 729 taggal létrejött a Haladás nevű termelőszövetkezet (tsz), ami 1977-ben beolvadt a solymári székhelyű Pilisvölgye Mezőgazdasági termelőszövetkezetbe. Ez a szövetkezet pedig 1982-ben egyesült a nagykovácsi székhelyű Rozmaring Tsz-szel és így létrejött a solymári székhelyű Rozmaring Mgtsz, 4327 hektáron és 1327 taggal.
Az 1956-os forradalom idején kisebb harc tört ki a község határában, illetve több forradalmi cselekmény is érintette a települést (egyebek közt a piliscsabai vasúti alagútban is robbantást kíséreltek meg környékbeli fiatalok). 1956. november 28-án a Piliscsabától kb. 3 km-re lévő Janza-tanyánál az erdő átfésülése során egy szovjet katonai alakulat 8 főből álló fegyveres csoporttal került tűzharcba. Hét felkelő visszahúzódott az erdőbe, egy fogságba esett.

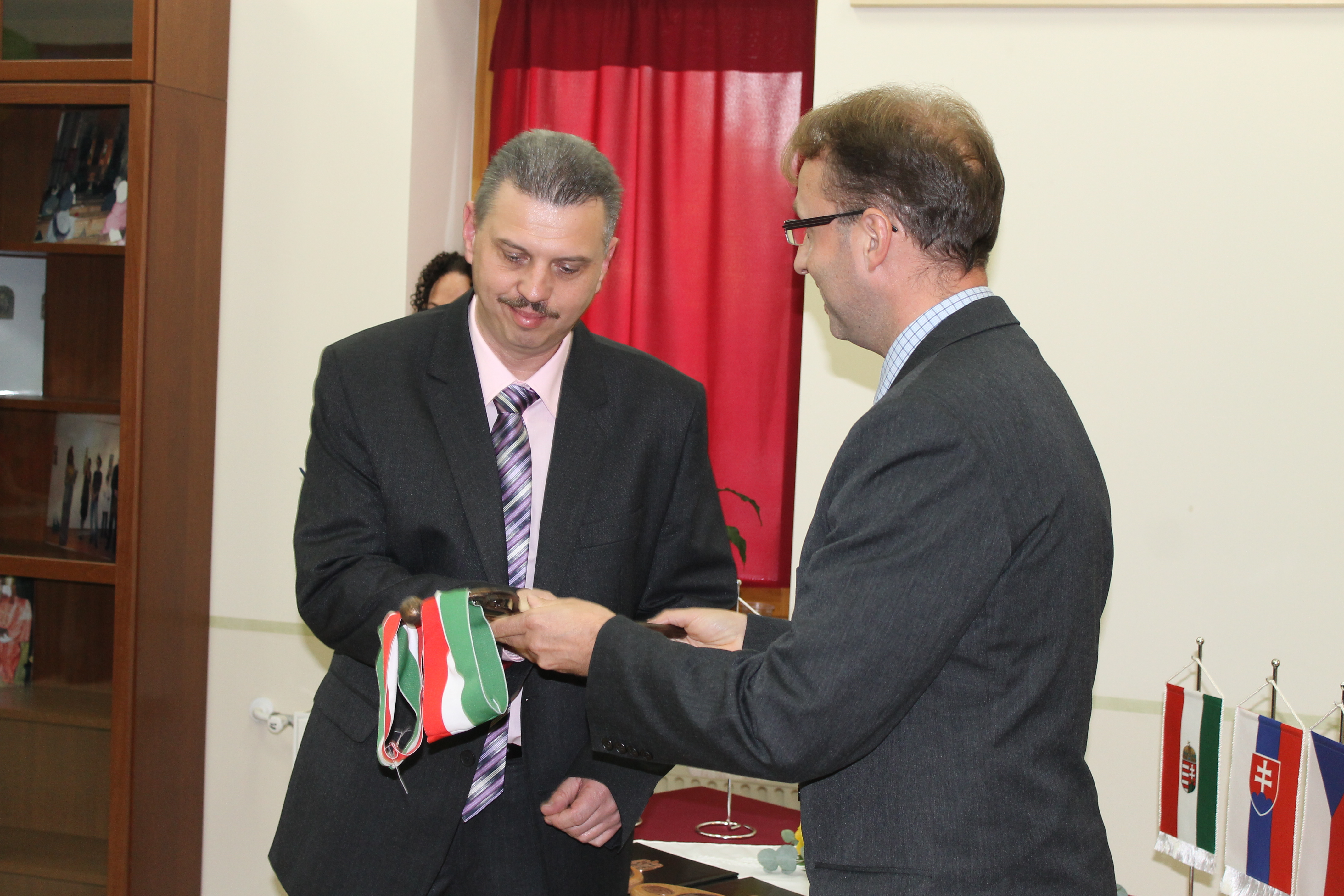
Városavató 2013. október 4-én: Gáspár Csaba polgármester átveszi a város jelképes kulcsát dr. Tarnai Richárd kormánymegbízottól

Az 1989-es rendszerváltozás után, Piliscsabán is demokratikusan megválasztották az önkormányzatot.
1990-ben vált le Tinnye, majd 1994. december 11-én szerveződött önálló községgé az 1950 óta Piliscsabához tartozott Pilisjászfalu.
Piliscsaba 2013. július 15. napján kapott városi címet, a városavató ünnepség 2013. október 4-én zajlott.

## Közélete

### Polgármesterei
- 1990–1994: Kasza Péter (MDF-FKgP)[4]
- 1994–1998: Kasza Péter (FKgP-Fidesz-KDNP-MDF-PIFE)[5]
- 1998–1999: Kasza Péter (Fidesz-MDNP-Céhegyesület)[6]
- 2000–2002: Ifj. Hársvölgyi Albert (független)[7][8]
- 2002–2006: Manek János (MSZP-SZDSZ)[9]
- 2006–2009: Kasza Péter (2006 Szövetség)[10]
- 2009–2010: Dr. Solti Gábor (Korona Csereklub Egyesület)[11]
- 2010–2014: Gáspár Csaba (Fidesz-Együtt a Holnapunkért)[12]
- 2014–2019: Farkas András Elek (Fidesz-KDNP)[13]
- 2019–2024: Farkas András Elek (Fidesz-KDNP)[14]
- 2024– : Thumáné Kauzál Melinda (Fidesz-KDNP)[1]

A településen 2000. február 13-án időközi polgármester-választást tartottak, az előző polgármester lemondása miatt.
2009. május 10-én újabb időközi polgármester-választást (és képviselő-testületi választást) kellett tartani a nagyközségben, az előző képviselő-testület néhány hónappal korábban kimondott önfeloszlatása miatt. A választás hat polgármesterjelöltje között a hivatalban lévő településvezető is elindult, de csak a harmadik helyet sikerült megszereznie.

## Demográfiai adatai
A település népessége az újratelepítés óta egyenletesen emelkedett az 1980-as évekig: 1785-ben 1075, 1850-ben 1174, 1870-ben 1375, 1910-ben 2374, 1941-ben 3285, 1949-ben 3618, 1980-ban 5227 fő volt a lakosság. Az utóbbi másfél évtizedben lassú népességfogyás tapasztalható (1990-ben 5201, 1995-ben 5044 fő). 1990-ben a nyugdíjasok, járadékosok aránya 22,7%, 1000 férfira 1012 nő jutott a településen. A családszerkezet – annak dacára, hogy alapvetően őrzi a tradicionális modelleket – jelzi azok fellazulását, az elöregedést. A 15 évnél idősebb népesség csaknem kétharmada (61,6%) él házasságban. Az átlagos családnagyság alig haladja meg a három főt, 100 családra 308 személy és csupán 123 gyermek jut.
A külterületi népesség nem jelentős; 1990-ben 1,2%. A lakosság már a 20. század közepén zömmel nem a mezőgazdaságból élt (1941-ben a keresők 26,0%-a a mezőgazdaságban, 16,6%-a az iparban, 57,4%-a a harmadik szektorban dolgozott). A legnagyobb társadalmi csoport (38,2%) a közszolgálatban foglalkoztatottaké volt. 1990-ig tovább csökkent a mezőgazdaságból élők aránya és növekedett az ipari dolgozóké; 17,8% dolgozott a mezőgazdaságban, 38,1% az iparban és 44,1% a harmadik szektorban. Jelentős az – elsősorban a fővárosba – ingázók aránya (az 1990-es években a dolgozók kétharmada ingázott, ennek több mint fele Budapestre).
1990-ben a munkanélküliek aránya 4,1% volt. A 18 éven felüli népességen belül legalább középiskolai végzettsége van 28,0%-nak és a 25 éven felüli népességen belül felsőfokú képzettsége van 8,6%-nak.
1990-től dinamikusan növekedett Piliscsaba lakossága. Lakóparkok létesültek, amelyek lassan benépesülnek.
1990-től 1996-ig Piliscsaba lakosságnövekedése évente 150-200 fő közötti volt. A következő három évben ez 200-300 közöttire nőtt. Az évi gyarapodás üteme ebben az évtizedben évi átlagban 6-7%-kal nőtt. 2000-től évente fokozatosan tovább emelkedett a Piliscsabát lakhelyül választók száma: 2004-ben például – egyetlen év alatt – közel tíz százalékkal: 533 fő telepedett le a faluban. A valóságban ennél is jóval többen élnek a városban, sokan ugyanis itt építkeztek, itt élnek, de nem itt vannak bejelentkezve. Ez azért is kedvezőtlen az önkormányzatnak, mert itt veszik igénybe a város nyújtotta szolgáltatásokat (pl. óvoda, iskola, egészségügyi, településtisztasági, üzemeltetési szolgáltatások), de a személyi jövedelemadójuk utáni normatámogatást nem az önkormányzat kapja. A város anyagi helyzetét, fejlesztési lehetőségeit jelentősen javítaná, ha az itt élők, az itt vállalkozók itt is fizetnének adót.
A lakóparkok beépített, illetve üres telekviszonyait tekintve 51%-os arányt mutatnak, egy 2006. november 7-i adat szerint.[forrás?]
Lakóparkok 2011-ben:
- Magdolna-völgy I-II.
- Garancstető
- Garancsliget
- Csabagyöngye
- Fényesliget
- Álomvölgy I-II.
- Kenderesi-dűlő

### Nemzetiségei
Az 1715-ben németekkel és szlovákokkal betelepített Piliscsaba lakossága a 20. század elejéig megőrizte német és szlovák jellegét. Bél Mátyás 1730 körül úgy jellemezte az akkori falut, mint a „szlávoknak egy új telepét”. Az 1850-es összeírás szerint teljesen német, 1870-ben és 1910-ben „német-tót község”-nek nevezett falu 1930-ban már csak 50%-ban volt német és 12%-ban szlovák. A többi lakos magyarnak vallotta magát.
Az 1941-es népszámláláskor tovább csökkent a német (43%) és a szlovák (11%) lakosság aránya. Ekkorra már a magyarok (44%) képviselték a községben a relatív többséget. A háború utáni ki- és áttelepítések, az ettől való félelmek és a felgyorsuló urbanizáció következtében 1990-re mindössze 2,3% vallotta magát nem magyar nemzetiségűnek.[forrás?]

### Népesség
A település népességének változása:
| Lakosok száma | 7950 | 7982 | 8391 | 8772 | 8684 | 8612 | 8560 |
|               | 2013 | 2014 | 2018 | 2021 | 2022 | 2023 | 2024 |

A 2011-es népszámlálás során a lakosok 86,4%-a magyarnak, 4,1% cigánynak, 0,3% lengyelnek, 7,1% németnek, 0,2% románnak, 1,5% szlováknak mondta magát (13,2% nem nyilatkozott; a kettős identitások miatt a végösszeg nagyobb lehet 100%-nál). A vallási megoszlás a következő volt: római katolikus 44,7%, református 9,6%, evangélikus 1,7%, görögkatolikus 0,6%, felekezeten kívüli 13,8% (27,5% nem nyilatkozott).
2022-ben a lakosság 86,7%-a vallotta magát magyarnak, 5,5% németnek, 1,4% cigánynak, 1% szlováknak, 0,30,3% románnak, ukránnak és lengyelnek, 0,1-0,1% örménynek és horvátnak, 5,5% egyéb, nem hazai nemzetiségűnek (12,9% nem nyilatkozott; a kettős identitások miatt a végösszeg nagyobb lehet 100%-nál). Vallásuk szerint 35% volt római katolikus, 8,2% református, 1,6% evangélikus, 1% görög katolikus, 0,1% ortodox, 1,3% egyéb keresztény, 0,6% egyéb katolikus, 13% felekezeten kívüli (38,8% nem válaszolt).

## Mezőgazdasága
A 18. század végétől 1927-ig a környéken folyó fakitermelés következményeként a kivágott erdő helyén több száz hektár kiterjedésű dolomitkopáros maradt meg. Ekkor kezdte meg Dévényi Antal erdőmérnök a kopár hegyoldalakat betelepíteni erdeifenyővel és munkássága nyomán az egész országban itt hozta meg a legszebb eredményét a kopárfásítás. (A múlt században a források említenek akác- és más faültetvényeket is Piliscsabán, az „okszerű erdészeti szabályok szerint” kezelt főhercegi erdőbirtokon.)
A művelési ágak közül a legnagyobb arányú az erdő (a terület felén). A domboldalakon kialakított szántók, a rét-legelőterületek jóval kisebb jelentőségűek. Az utóbbi évtizedekben erősen lecsökkent a szőlő, növekedett a kert-gyümölcsösök, az üdülő telkek kiparcellázásával pedig a többszörösére emelkedett a nem mezőgazdasági terület aránya. A szántóföldi növénytermesztésben meghatározó a búza-, a kukorica- és a burgonyatermesztés.

## Közlekedése
Közlekedési szempontból Piliscsaba viszonylag kedvező adottságokkal bír, mert amellett, hogy keresztülhalad a központján a 10-es főút, és végighalad rajta a Budapest–Esztergom-vasútvonal, itt ágazik ki a 10-esből az 1133-as (korábban 1104-es) számú mellékút, amelyen könnyen elérhető a Zsámbékon át Biatorbágy és az M1-es autópálya felé vezető 102-es főút is.
A 10-esen a Volánbusz több buszjárata is végighalad a településen (ezek budapesti végállomása az Árpád hídnál és Kelenföld vasútállomásnál található), a vasútnak pedig nem kevesebb, mint négy megállási pontja, pontosabban egy állomása és három megállóhelye (Budapest felől sorrendben: Pázmáneum, Klotildliget, Magdolnavölgy) található Piliscsaba közigazgatási területén.

## Egyházak, felekezetek

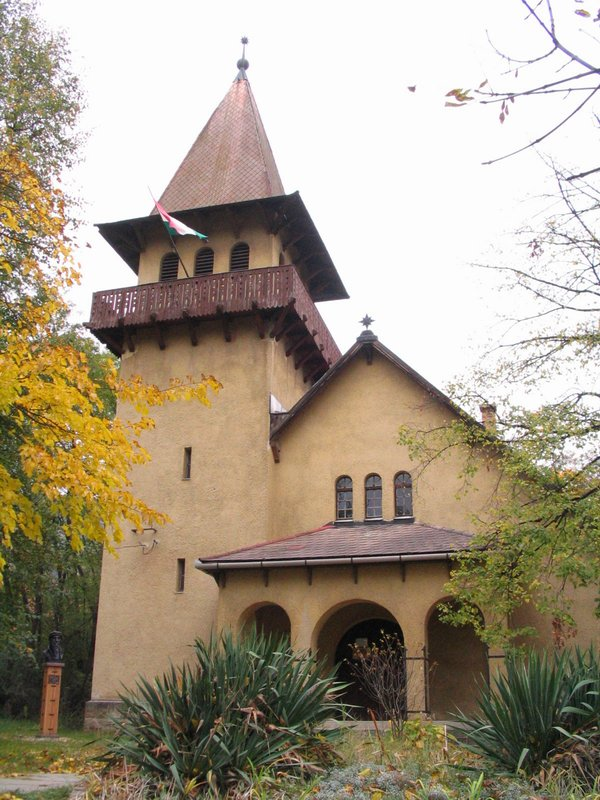
A református templom Klotildligeten

A 2001-es népszámlálás szerint a település 61,3 százaléka római katolikus vallású.
A római katolikusok aránya:
- 1836-ban 100%
- 1890-ben 96,8%
- 1941-ben 89,6%

A 20. században kisebb református (1941-ben 5,7%), evangélikus (1941-ben 2,8%) és izraelita (1941-ben 1,5%) közösségek is éltek Piliscsabán. Katolikus plébániája már 1711-ben újjáalakult. A 18. század első évtizedeiben középkori templomát használták. A klarissza apácák 1728-ban új templomot építtettek. Minthogy a gyarapodó népesség miatt ez szűknek bizonyult, 1778-ban új templom építésébe fogtak. A Szent Szűz születése tiszteletére szentelt templom 1781-ben készült el, egyhajós, homlokzati tornyos formában. Egységes barokk stílusát máig megőrizte. Berendezése a budai klarissza templomból – a rend felosztása után – 1783-ban került ide. A templomban egy 15. századi – minden valószínűség szerint ugyanonnan idekerült, fehér Madonna-faszobor van.
1903-ban a Szent Vince irgalmasrend kolostora, 1907-ben a lazarista kongregáció rendháza és temploma épült fel. Ez utóbbit József főherceg építtette.

## Oktatás

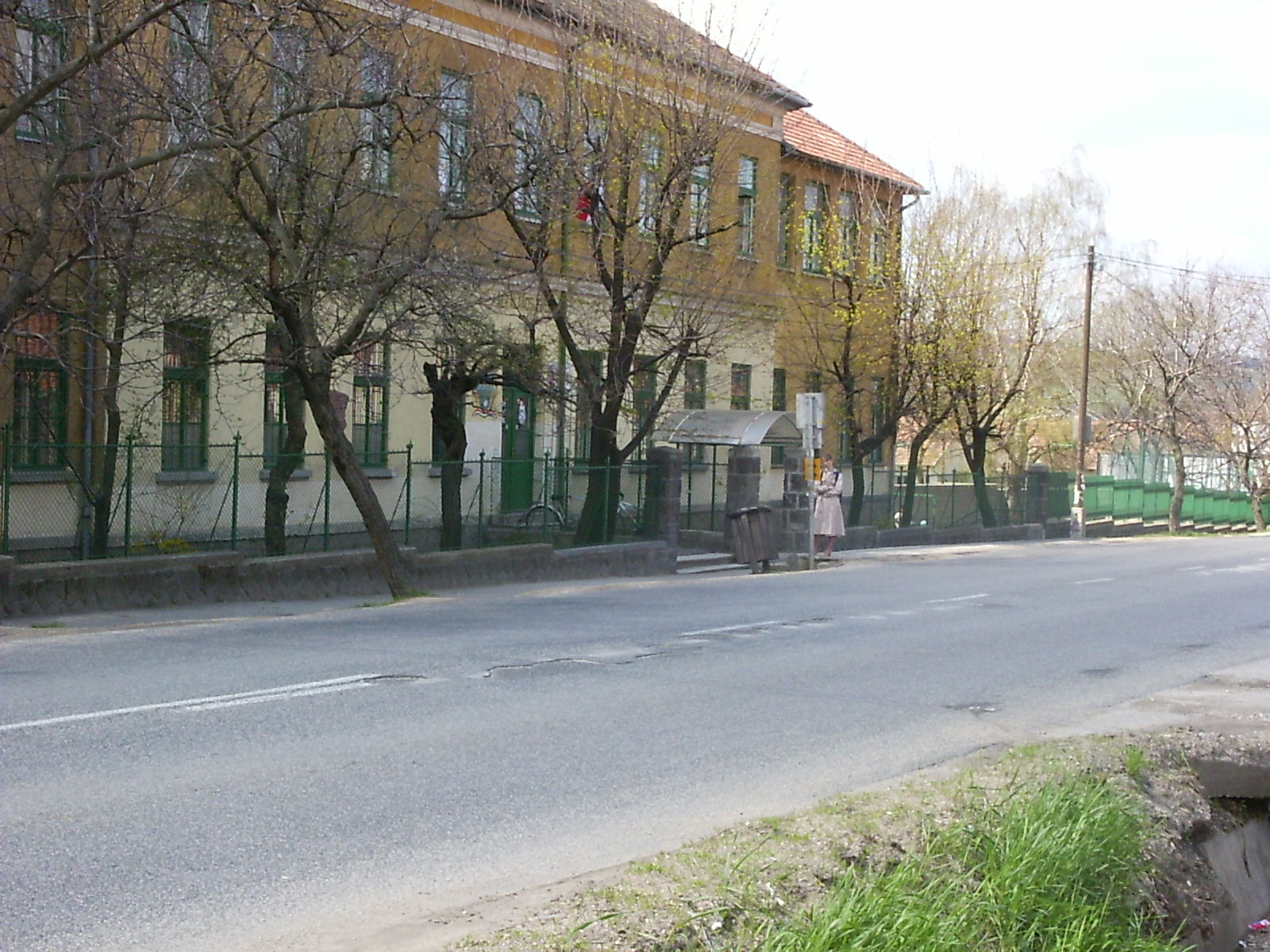
Az általános iskola

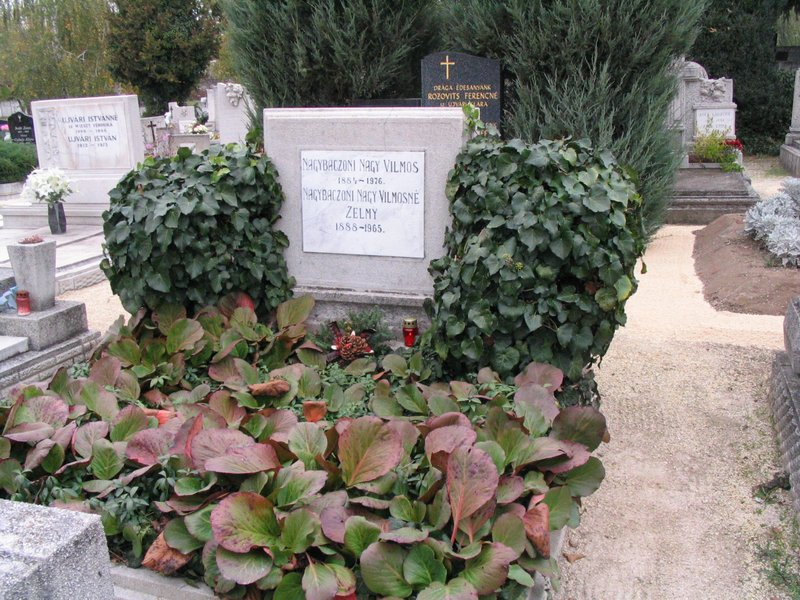
Nagybaconi Nagy Vilmos sírja

A településen 1711-ben már működött katolikus kántortanító. Újabb katolikus elemi iskola 1779 körül épült. 1903-ban nyílt meg az állami óvoda és az állami elemi népiskola. Jelenleg több, mint ötszáz (1995-ben 545) általános iskolai tanulót oktat 50 nevelő (Jókai Iskola). A Templom téren található a Hauck János Német Nemzetiségi Iskola, a József Attila úton a Mezőgazdasági és Erdészeti Szakközépiskola, a Béla király úton pedig a Páduai Szent Antal (2013-ig Ward Mária) Katolikus Általános Iskola és Gimnázium. Az óvodások száma nagyobb mint kétszáz. 1994. szeptember 22-én nyílt meg Piliscsabán, a volt szovjet laktanyai épületek átalakításával és újak emelésével a Pázmány Péter Katolikus Egyetem Bölcsészet- és Társadalomtudományi Kar campusa. A kar létszáma 1996-ban már meghaladta az ezret.

## Építészete
A házak (1785-ben 181, 1910-ben 373, 1930-ban 446, 1960-ban 958, 1995-ben 1834) a 20. század derekáig főleg vályogból és sárból épültek, a század hetvenes éveiben a megyei monográfus szerint a falunak: „Nagyon emeli a tetszetősségét, hogy minden ház előtt kertecske van; – az országútmente jegenyefasorral van kiültetve; díszíti a templom körül lévő szabad tér. A csinos házak vagyonosságra mutatnak.”
Az 1960-as évektől – a jelentős építkezések nyomán – emelkedett a házak komfortossága, 1990-ben a lakásoknak csaknem kétharmada (59,4%) összkomfortos, vagy komfortos volt. (1960-ban még csak a lakások 16,3%-ában volt fürdőszoba.) A vízvezetéket (1995-ben a lakások 56,3%-ában) zömében, a gázvezetéket (1995-ben a lakások 52,6%-ában) teljesen a rendszerváltás után építették ki a faluban.

## Híres szülöttei, lakosai

### Díszpolgárai
- 1921. Vitéz lovag spodalungai Metz Rezső altábornagy
- 1991. Dr. Kunszenti Imre körzeti orvos, Tóth Tamás református lelkész
- 1993. Csaba Tivadar, Pálos Antal
- 1994. Nagy Csete József plébános, Zsolnay Béla klotildligeti plébános
- 1995. Ruda Lajosné
- 1996. Hauck János, id. Lizicska József – posztumusz
- 1997. Malomvizi Schuster Ödön
- 2000. Hidas György (posztumusz), dr. Ruzsik Vilmos, id. Drevenka Antal, dr. Habsburg Mihály, vitéz nagybaconi Nagy Vilmos (posztumusz), Weisz Teréz (posztumusz), dr. Hunkár Dénes professzor
- 2004. Walter Ferenc
- 2005. Csíziné Varga Katalin tanárnő
- 2007. Bélik Jánosné született Piláth Katalin 100. születésnapja alkalmából
- 2009. Maróth Miklós
- 2011. Földes László (Hobo), Makovecz Imre építész
- 2012. Dr. Kocsis Kálmán (posztumusz)
- 2014. Kucsera Gyula (posztumusz)
- 2014. Gáspár Ferenc
- 2016. Solymosi János (posztumusz)

### Itt született
- Varga Lajos építész, Kossuth-díjas

### Itt éltek, élnek
- Bucsánszki Csaba tornász, feltaláló
- Bucsánszki Linda Európa-bajnok, vb II. helyezett sportaerobic versenyző
- Bucsánszkiné Szloboda Éva kétszeres Európa-bajnok, Világ Kupa és világbajnoki ezüstérmes tornász, sportaerobic versenyző, edző
- Hobo énekes
- Kállay Kotász Zoltán költő, író, könyvkiadó
- Marno János költő
- Metz Rezső altábornagy
- Nagybaconi Nagy Vilmos honvédelmi miniszter
- Pátzay Mária festőművész
- Radványi Béla (1975) helytörténész
- Szabadi Vilmos hegedűművész
- Vígh Zoltán 1956-os szabadságharcos
- Dévényi Antal erdőmérnök, erdész
- Gadó Pál fizikus, mozgássérült aktivista

## Nevezetességei, látnivalók
- Római katolikus templom (1728, egyhajós, homlokzati tornyos, barokk stílusú, a budai klarissza templom berendezésével
- Csodásérmű Szűz Mária-kápolna, a katolikus templommal szemben, a lazarista rendháznál (1898)
- A templom előtt álló Nepomuki Szent János szobor a 19. század első éveiből való.
- A Tinnye felé vezető országút mellett található Ősök parkja.
- A Klotild téren áll II. Rákóczi Ferenc fejedelem bronz mellszobra, Kutas László alkotása.
- Református templom 1939-ben épült Kós Károly stílusában, Sorg Antal tervei szerint
- 1998-ban avatták fel a millecentenáriumra készült székelykaput a templom mellett
- A Dévényi Antal-kilátó a várostól északra emelkedő Nagy-Kopasz 447 méteres csúcsán

### Egykori egyetem

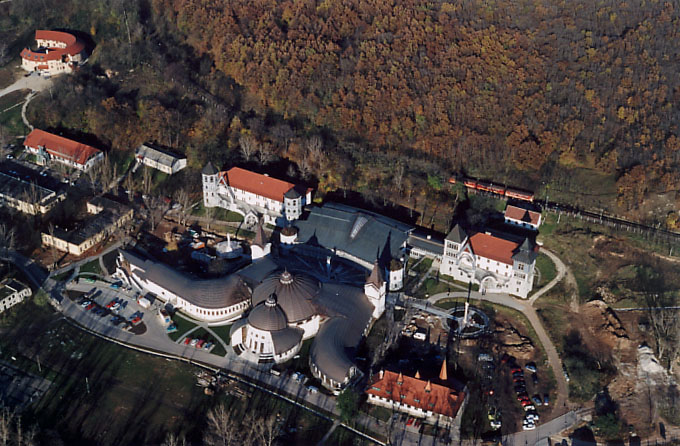
Pázmány Péter Katolikus Egyetem

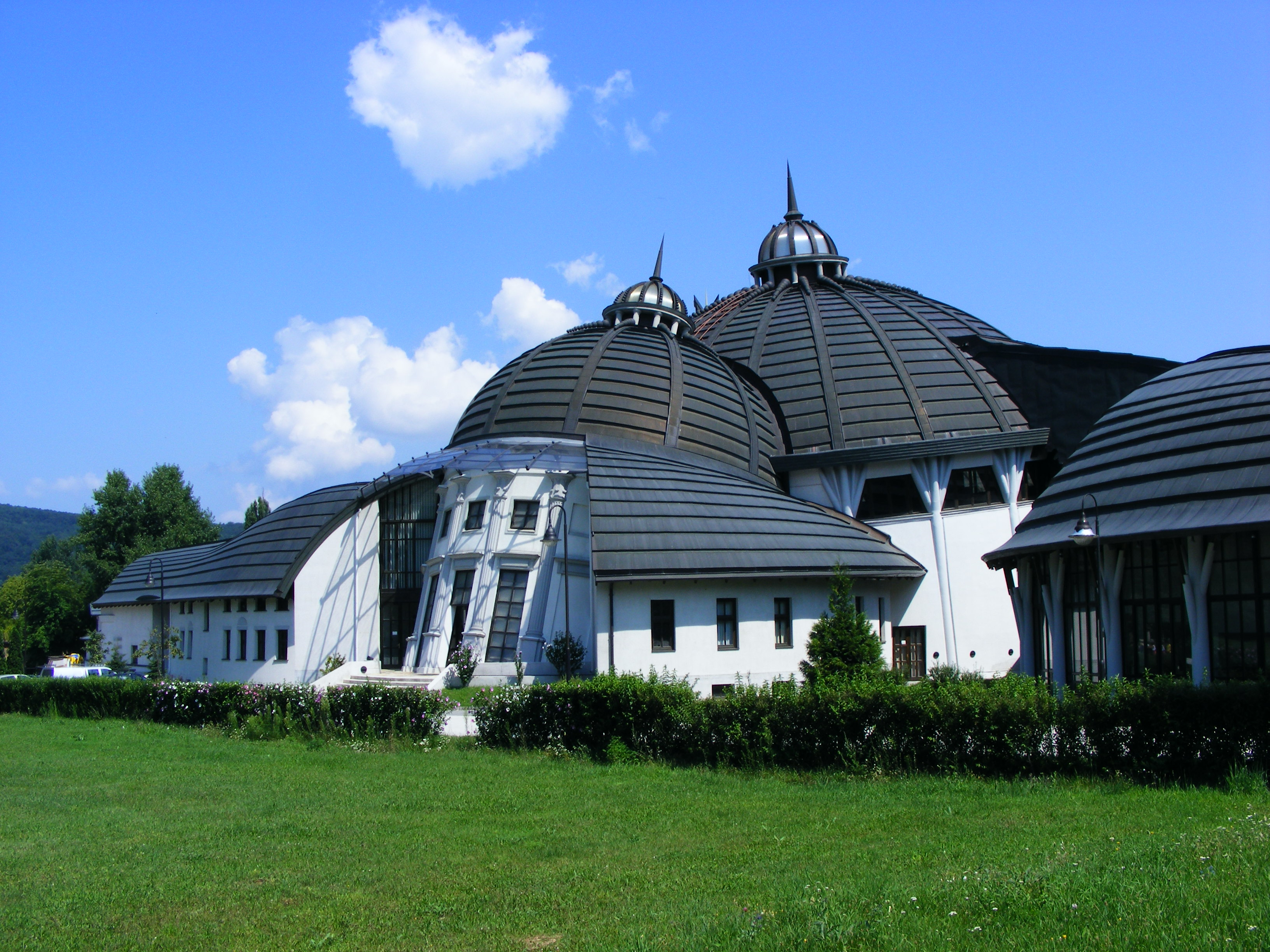
Pázmány Péter Katolikus Egyetem

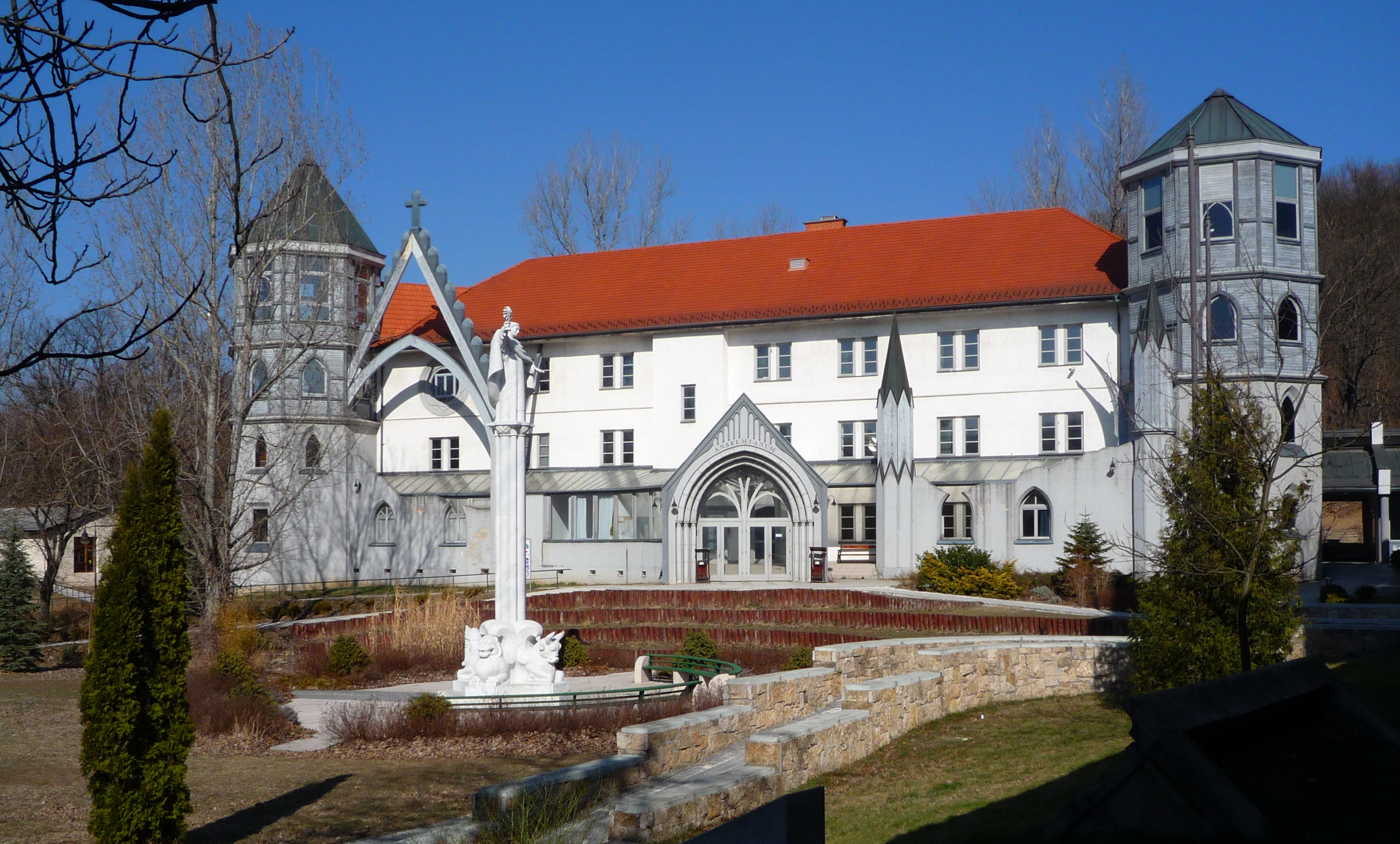
Pázmány Péter Katolikus Egyetem

A Pázmány Péter Katolikus Egyetem Bölcsészet- és Társadalomtudományi Kara 1994. szeptember 22-én költözött Piliscsabára, a volt szovjet (korábban Magyar Királyi) kaszárnya területére. Első lépésben a még hasznosítható volt laktanyaépületeket újították fel, majd újakat építettek. A Campus épületeit a Makovecz Imre nevével fémjelzett Makona csoport tervezte, a természeti környezethez illeszkedő organikus stílusban. Az egyetem központi épülete, a 10-es útról is jól látható Stephaneum 2001-ben épült Makovecz Imre tervei alapján. 2024. augusztus 23-tól műemléki védettséget kapott.
A kar létszáma 1996-ra meghaladta az ezret, 2005-ben pedig megközelítőleg 2500 fő volt. 2020 végéig a kar a piliscsabai kampuszból a fővárosba költözött, a tervek szerint a hátrahagyott épületekben tudásközpontot alakítanak ki.

### Kirándulóhelyek
- Garancsi-tó (a település délnyugati határában, Tinnye felé)
- Csabai-torony (dolomitszikla)
- Gomba-szikla, a település határában található gomba alakú szikla
- Nagy-Szénás hegy (550 m)
- Iluska-forrás (piros kereszt jelzés mentén)
- Sós-hegyi-kőfülke, Piliscsaba egyetlen barlangja.

## A település az irodalomban
- Piliscsaba az egyik helyszíne Mág Bertalan Két pisztolylövés című bűnügyi regényének, több regénybeli szereplő is ottani lakosként nyer említést és nyomozati cselekmények is zajlanak a történet szerint a településen.
- Szinte teljes egészében Piliscsabán – az egykori itteni laktanya és a volt katonai lőtér (részben kitalált) helyszínein, korábbi helyi kocsmákban és más civil helyszíneken – zajlik Cserhalmi Dániel Szibériai csapda című, az 1950-es koholt tábornokperek idején játszódó regénye.

## Összefogás
- Piliscsaba – A nagyközség önkormányzata a nemzeti összetartozás napját, a trianoni békeszerződés kilencvenedik évfordulójától hivatalos települési emléknappá nyilvánította a rendkívüli testületi ülésén. A négy nemzetiségnek – magyar, szlovák, német, cigány – otthont adó település dr. Solti Gábor polgármester egyéni felajánlása nyomán a nemzetiségek egy-egy mesteremberének keze munkájával emlékhelyet létesítettek.[22]

## Partnertelepülései
- Möckmühl, Németország 2004
- Nagylapás, Szlovákia 2004
- Cherasco, Olaszország
- Kézdiszárazpatak, Erdély, Románia
- Aklihegy, Kárpátalja, Ukrajna